# Wereldbeker schaatsen 2009/2010 - Wereldbeker 5
De Wereldbeker schaatsen 2009/2010 Wereldbeker 5 was de vijfde race van het Wereldbekerseizoen. De wedstrijd werd gehouden op de Utah Olympic Oval in Salt Lake City, Verenigde Staten van 11 tot en met 13 december 2009.

## Tijdschema
| Datum       | Lokale tijd | MET   | Onderdeel                                                                             |
| ----------- | ----------- | ----- | ------------------------------------------------------------------------------------- |
| 11 December | 12:30       | 20:30 | 500 m vrouwen 500 m mannen 1500 m mannen 3000 m vrouwen                               |
| 12 December | 12:30       | 20:30 | 500 m vrouwen 500 m mannen 1500 m vrouwen 5000 m mannen                               |
| 13 December | 12:30       | 20:30 | 1000 m vrouwen 1000 m mannen Ploegenachtervolging vrouwen Ploegenachtervolging mannen |

## Podia

### Mannen
| Afstand:             | Goud:                                                            | Tijd       | Zilver:                                        | Tijd    | Brons:                                          | Tijd    |
| 500 m (vrijdag)      | Lee Kyou-hyuk Zuid-Korea                                         | 34,26      | Yuya Oikawa Japan                              | 34,27   | Mika Poutala Finland                            | 34,31   |
| 500 m (zaterdag)     | Lee Kyou-hyuk Zuid-Korea                                         | 34,26      | Lee Kang-seok Zuid-Korea                       | 34,28   | Tucker Fredricks Verenigde Staten               | 34,35   |
| 1000 m               | Shani Davis Verenigde Staten                                     | 1.06,67    | Lee Kyou-hyuk Zuid-Korea                       | 1.07,07 | Mika Poutala Finland                            | 1.07,24 |
| 1500 m               | Shani Davis Verenigde Staten                                     | 1.41,04 WR | Chad Hedrick Verenigde Staten                  | 1.42,19 | Mo Tae-Bum Zuid-Korea                           | 1.42,85 |
| 5000 m               | Enrico Fabris Italië                                             | 6.06,06 BR | Bob de Jong Nederland                          | 6.08,76 | Ivan Skobrev Rusland                            | 6.10,58 |
| Ploegenachtervolging | Noorwegen Håvard Bøkko Mikael Flygind-Larsen Henrik Christiansen | 3.39,55    | Italië Matteo Anesi Enrico Fabris Luca Stefani | 3.39,72 | Canada Steven Elm Lucas Makowsky Mathieu Giroux | 3.40,34 |

### Vrouwen
| Afstand:             | Goud:                                                              | Tijd     | Zilver:                                                | Tijd    | Brons:                                                           | Tijd    |
| 500 m (vrijdag)      | Jenny Wolf Duitsland                                               | 37,00 WR | Wang Beixing China                                     | 37,14   | Lee Sang-hwa Zuid-Korea                                          | 37,24   |
| 500 m (zaterdag)     | Wang Beixing China                                                 | 37,02    | Jenny Wolf Duitsland                                   | 37,17   | Lee Sang-hwa Zuid-Korea                                          | 37,24   |
| 1000 m               | Christine Nesbitt Canada                                           | 1.13,36  | Wang Beixing Canada                                    | 1.14,01 | Nao Kodaira Japan                                                | 1.14,17 |
| 1500 m               | Christine Nesbitt Canada                                           | 1.52,    | Kristina Groves Canada                                 | 1.53,32 | Jennifer Rodriguez Verenigde Staten                              | 1.54,19 |
| 3000 m               | Martina Sáblíková Tsjechië                                         | 3.56,29  | Stephanie Beckert Duitsland                            | 3.57,78 | Kristina Groves Canada                                           | 3.58,67 |
| Ploegenachtervolging | Rusland Jekaterina Abramova Galina Lichatsjova Jekaterina Sjichova | 2.57,18  | Canada Kristina Groves Christine Nesbitt Cindy Klassen | 2.57,35 | Duitsland Daniela Anschütz Stephanie Beckert Katrin Mattscherodt | 2.57,36 |